# Tesserodon feehani
Tesserodon feehani là một loài bọ cánh cứng trong họ Bọ hung (Scarabaeidae).